# Julie Zogg
Julie Zogg (Walenstadt, 1 de octubre de 1992) es una deportista suiza que compite en snowboard, especialista en las pruebas de eslalon paralelo.
Ganó tres medallas en el Campeonato Mundial de Snowboard, en los años 2019 y 2023.
Participó en tres Juegos Olímpicos de Invierno, entre los años 2014 y 2022, ocupando el séptimo lugar en Sochi 2014 (eslalon paralelo) y el sexto lugar en Pyeongchang 2018 (eslalon gigante paralelo).

## Medallero internacional
| Campeonato Mundial | Campeonato Mundial         | Campeonato Mundial | Campeonato Mundial     |
| Año                | Lugar                      | Medalla            | Prueba                 |
| ------------------ | -------------------------- | ------------------ | ---------------------- |
| 2019               | Park City (Estados Unidos) | Medalla de oro     | Eslalon paralelo       |
| 2023               | Bakuriani (Georgia)        | Medalla de oro     | Eslalon paralelo       |
| 2023               | Bakuriani (Georgia)        | Medalla de bronce  | Eslalon paralelo mixto |